# Сингирлауська сільська адміністрація
Сингирла́уська сільська адміністрація (каз. Сыңғырлау ауылдық әкімдігі, рос. Сынгырлауская сельская администрация) — адміністративна одиниця у складі Бейнеуського району Мангистауської області Казахстану. Адміністративний центр та єдиний населений пункт — село Сингирлау.
Населення — 531 особа (2021; 836 у 2009, 897 у 1999, 1029 у 1989).
Станом на 1989 рік існувала Сингирлауська сільська рада (села Кзил-Аскер, Сарша, Сингирлау). 1993 року село Сам (колишнє село Кзил-Аскер) утворило окремий Самський сільський округ. 2005 року ліквідовано село Сарша. 2017 року Сингирлауський сільський округ перетворено на Сингирлауську сільську адміністрацію.

## Склад
До складу округу входять такі населені пункти:
| Населений пункт | Колишні назви | Населення, осіб (1989) | Населення, осіб (1999) | Населення, осіб (2009) | Населення, осіб (2021) |
| --------------- | ------------- | ---------------------- | ---------------------- | ---------------------- | ---------------------- |
| Сингирлау, село | -             | 665                    | 728                    | 836                    | 531                    |
| Сарша, село     | Сорша         | 364                    | 169                    | -                      | -                      |